# Adscheid

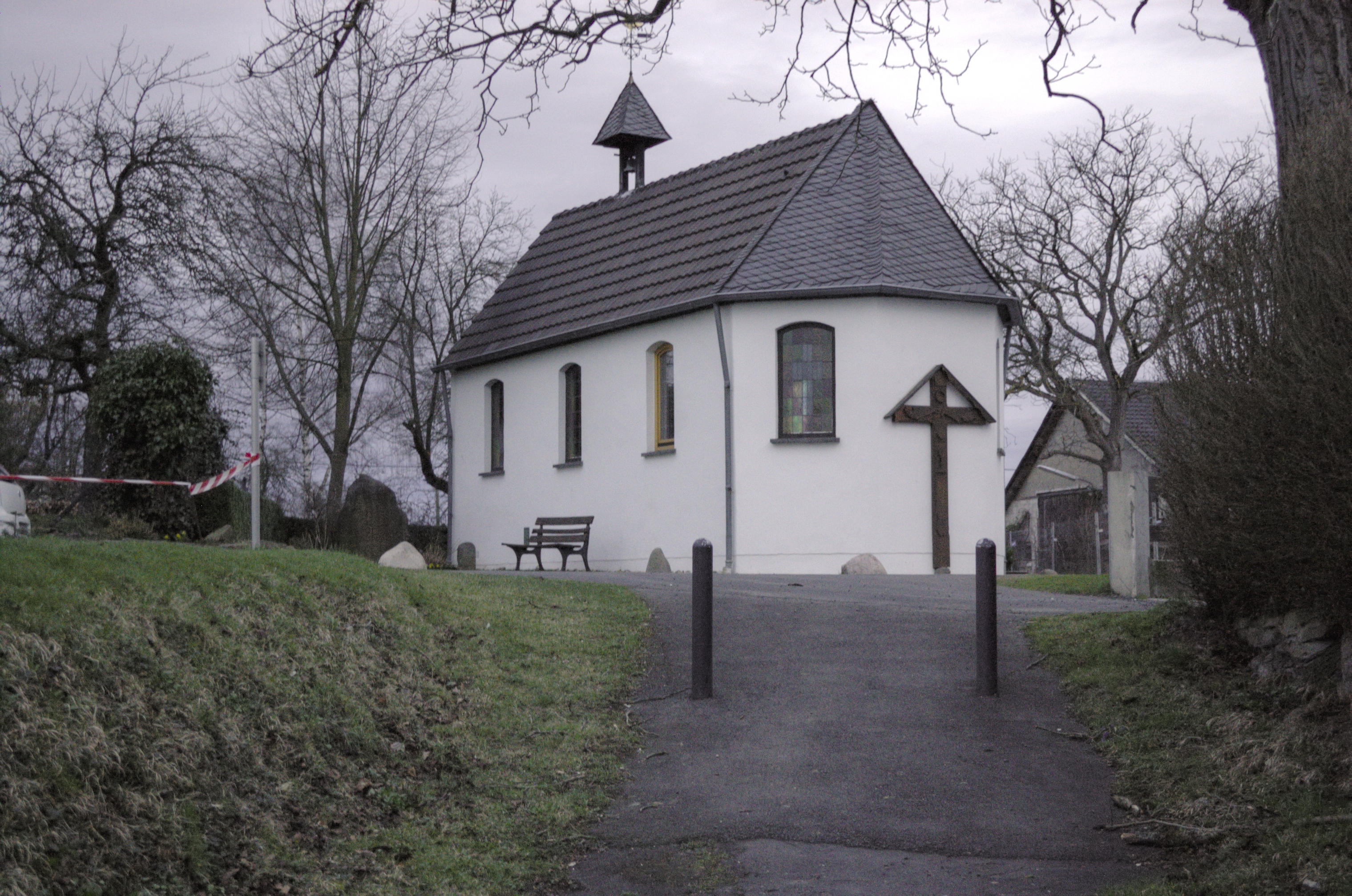
Kapelle Sankt Agatha

Adscheid ist ein Ortsteil der Stadt Hennef (Sieg) im Rhein-Sieg-Kreis in Nordrhein-Westfalen.

## Lage
Adscheid liegt südlich der Sieg an einem Ausläufer des Westerwaldes auf 155 Meter Höhe über NN. Der namensgebende Höhenrücken (Scheid) wird von dem Limersbach und den ein FFH-Gebiet-bildenden Gewässern Adscheider Bach und Ahrenbach begrenzt.

## Geschichte
Zehntherr für den Hof Adscheid war der Cassiusstift Bonn. Außerdem war der Ort abgabepflichtig an den Stift Schwarzrheindorf.
Adscheid war bis Ende des 18. Jahrhunderts eine Honnschaft im Kirchspiel Uckerath. Zu der Honnschaft gehörten die Orte
- Bierth (jetzt Teil von Uckerath)
- Lescheid (60 Einwohner)
- Beiert (12 Einwohner)
- Hahnenhardt (18 Einwohner)

und der 1854 untergegangene Hof Kleinadscheid.
Die Honschaft Adscheid hatte 1742 198 Einwohner in 30 Haushalten, 1791 236 Einwohner in 40 Haushalten.
Von 1806 bis 1813 gehörte Adscheid im Großherzogtum Berg zum Kanton Hennef und dort seit 1808 zur Mairie (Bürgermeisterei) Uckerath.
Bis zum 1. August 1969 gehörte Adscheid zur Gemeinde Uckerath, im Rahmen der kommunalen Neugliederung des Raumes Bonn wurde Uckerath, damit auch der Ort Adscheid, der damals neuen amtsfreien Gemeinde „Hennef (Sieg)“ zugeordnet.

## Kapelle St. Agatha
1687 wurde die mittelalterliche Kapelle St. Agatha erstmals erwähnt. Der Gärtner der Abtei Michaelsberg hinterließ Mittel zur Ausstattung und Vollendung der Kapelle. 1734 und 1858 fanden Erweiterungen der Kapelle statt. 1926 wurde das Fachwerk der Kapelle verputzt. Im März 1945 wurde der Bau durch Granateinschläge beschädigt, die Renovierung dauerte bis 1949 an. 1969 erfolgte der Abbruch der alten Kapelle und ein Neubau durch die Dorfgemeinschaft.